# Coronacrisis in Zuid-Amerika
Dit artikel documenteert de landen in Zuid-Amerika die sinds 26 februari 2020 getroffen zijn door de uitbraak van het nieuwe coronavirus (SARS-CoV-2), met vermelding van enkele bijzonderheden zoals overlijdensgevallen en maatregelen om een verdere verspreiding te beperken. Per 13 maart 2020 zijn in elk Zuid-Amerikaans land bevestigde besmettingen vastgesteld.  

## Bevestigde besmettingen

### Argentinië
Op 3 maart 2020 werd de eerste besmetting in Argentinië gerapporteerd.
Op 7 maart 2020 werd het eerste sterfgeval gerapporteerd in het land. Een 64-jarige man die naar Parijs was gereisd en onderliggende medische problemen had. Dit was tevens het eerste sterfgeval in Zuid-Amerika.

### Bolivia
Op 10 maart 2020 werden de eerste twee bevestigde besmettingen in Bolivia bevestigd.

### Brazilië

Aantal besmettingen (blauw) en doden (rood) door COVID-19 in Brazilië, het sterkst getroffen land in Zuid-Amerika. De stippellijnen geven de dagelijkse verschil aan.

Op 26 februari 2020 werd de eerste besmetting in Brazilië bevestigd, dit was tevens de eerste besmetting op het Zuid-Amerikaanse continent. Per 8 maart 2020 waren er in Brazilië 25 bevestigde besmettingen geconstateerd en zijn er 663 vermoedelijke bevestigde besmettingen met het virus.
Op 27 maart waren er 3.417 bevestigde besmettingen en 92 doden. President Jair Bolsonaro wil van geen corona-crisis weten: "Wat is dodelijker: een griepepidemie of een economische depressie?" Net als in de Verenigde Staten wordt de kloof tussen de president en de diverse deelstaten en de bevolking vergroot. Het ene deel van het land is bang voor de gevolgen van epidemie, terwijl anderen de economie voorop stellen.

### Chili
Op 3 maart 2020 werd de eerste besmetting in Chili gerapporteerd.

### Colombia
Op 6 maart 2020 werd de eerste besmetting in Colombia gerapporteerd. Het betreft een 19-jarige vrouw die onlangs naar Milaan in Italië was gereisd. 

### Ecuador
On 29 februari 2020 werd de eerste besmetting in Ecuador gerapporteerd. Het betreft een vrouw van in de zeventig met de Ecuadoraanse nationaliteit, maar woonachtig in Spanje. Zij was op 14 februari 2020 in Guayaquil gearriveerd.
Op 1 maart 2020 werden 5 nieuwe bevestigde besmettingen met het coronavirus in Ecuador bevestigd.

### Frans-Guyana
Op 5 maart 2020 waren er in Frans-Guyana vijf bevestigde besmettingen bekend, allemaal rond Saint-Laurent-du-Maroni aan de grens met Suriname. De grenspost tussen Saint-Laurent-du-Maroni en Albina in Suriname werd gesloten.

### Guyana
Op 11 maart 2020 werd de eerste besmetting in Guyana gerapporteerd.

### Paraguay
Op 7 maart 2020 werd de eerste besmetting in Paraguay gerapporteerd.

### Peru
Op 6 maart 2020 werd de eerste besmetting in Peru gerapporteerd. Ondanks een strenge quarantaine werd het land zwaar getroffen. Op 3 juni telde men al meer dan 170.000 bevestigde gevallen en meer dan 4.600 doden, onder wie een twintigtal journalisten die de pandemie versloegen.

### Suriname
Op 13 maart 2020 werd de eerste besmetting in Suriname gerapporteerd. Vanaf 14 maart worden de gedurende dertig dagen reizigers niet meer toegelaten tot het Surinaamse grondgebied. De Surinaamse overheid heeft ook alle vergunningen die verstrekt zijn voor het houden van openbare vermakelijkheden in Suriname onmiddellijk ingetrokken.
Op 28 maart was het aantal bevestigde besmettingen opgelopen tot acht, er waren nog geen doden geregistreerd. Op deze dag werd een avondklok ingesteld, men mag nu niet meer tussen 20.00 uur en 06.00 op straat zijn. Ook de vele tientallen casino’s zijn gesloten. President Bouterse zei dat het gezondheidssysteem van Suriname geen epidemie aankan.

### Uruguay
Op 13 maart 2020 werd de eerste vier bevestigde besmettingen in Uruguay gerapporteerd.

### Venezuela
Op 13 maart 2020 werden de eerste twee bevestigde besmettingen in Venezuela vastgesteld.